# 12492 Tanais
12492 Tanais è un asteroide della fascia principale. Scoperto nel 1997, presenta un'orbita caratterizzata da un semiasse maggiore pari a 2,8662639 UA e da un'eccentricità di 0,0449641, inclinata di 3,54915° rispetto all'eclittica.